# Zhuzhou Electric Locomotive
Zhuzhou Electric Locomotive (кит. 南车株洲电力机车, Наньчэ Чжучжоу дяньли цзичэ) — Чжучжоуские электровозы — китайская машиностроительная компания. Является дочерним предприятием Южно-китайской локомотивной корпорации (кит. 中国南车集团, Чжунго нань чэ цзитуань; англ. China South Locomotive & Rolling Stock Corporation Limited (CSR)), вторая по величине железнодорожная корпорация КНР). Штаб-квартира — в Чжучжоу, провинция Хунань.

## История
История компании начинается с августа 1936 года, когда в городе Чжучжоу было построено первое депо. В переводе с китайского оно носило название «Чжучжоуское депо общего назначения». В дальнейшем депо разрасталось, поднялось до уровня завода, с середины 1950-х годов из всех видов деятельности по выпуску железнодорожного транспорта и техники приоритетом был выбран выпуск локомотивов, моторвагонного подвижного состава, составов метро и комплектующих к ним.
За время существования завод много раз менял формы собственности и управляющих компаний, но никогда не был публичной открытой компанией.
Чжучжоуский локомотивостроительный завод является флагманом Китайского железнодорожного машиностроения. Успехи Чжучжоуский локомотивостроительного завода передаются другим 30 заводам, выпускающим железнодорожную транспортную технику.
Генеральным директором завода является Сюй Цзунсян (徐宗祥, Xu Zongxiang).